# Färöische Fußballmeisterschaft der Frauen 1990
Die Färöische Fußballmeisterschaft der Frauen 1990 wurde in der 1. Deild genannten ersten färöischen Liga ausgetragen und war insgesamt die sechste Saison. Sie startete am 29. April 1990 und endete am 22. September 1990.
Aufsteiger VB Vágur war der 15. Teilnehmer der höchsten Spielklasse. Meister wurde Skála ÍF, die den Titel somit zum ersten Mal erringen konnten. Titelverteidiger HB Tórshavn landete auf dem zweiten Platz. Absteigen musste hingegen erstmals GÍ Gøta als Gründungsmitglied der 1. Deild.
Im Vergleich zur Vorsaison verschlechterte sich die Torquote auf 3,18 pro Spiel, was nach 1993 und 1992 den drittniedrigsten Schnitt seit Einführung der 1. Deild 1985 bedeutete. Den höchsten Sieg erzielte KÍ Klaksvík durch ein 9:0 im Heimspiel gegen VB Vágur am elften Spieltag, was zugleich neben dem 2:7 zwischen GÍ Gøta und Skála ÍF am neunten Spieltag das torreichste Spiel darstellte.

## Modus
In der 1. Deild spielte jede Mannschaft an 14 Spieltagen jeweils zwei Mal gegen jede andere. Die punktbeste Mannschaft zu Saisonende stand als Meister dieser Liga fest, die letzte Mannschaft stieg in die 2. Deild ab.

## Saisonverlauf

### Meisterschaftsentscheidung
Sowohl HB Tórshavn als auch VB Vágur starteten mit drei Siegen in die Saison. Am vierten Spieltag unterlagen beide Mannschaften, VB zu Hause mit 1:2 gegen KÍ Klaksvík und HB mit 0:2 gegen B36 Tórshavn. Daraufhin setzte sich Skála ÍF, die zuvor am dritten Spieltag HB zu Hause mit 0:4 unterlagen, mit einem 6:0-Heimsieg gegen ÍF Fuglafjørður aufgrund der besseren Tordifferenz an die Spitze, wobei nun vier Mannschaften punktgleich waren. Nach der 0:1-Niederlage von B36 am darauffolgenden Spieltag im Auswärtsspiel gegen ÍF gab es nun einen Dreikampf um Platz eins, wobei durch die 0:2-Heimniederlage von VB Vágur gegen Skála ÍF am sechsten Spieltag nur noch Skála und HB punktgleich waren. Skála profitierte am nächsten Spieltag von der 1:2-Heimniederlage HB Tórshavns gegen VB, da sie selber mit 2:0 im Heimspiel gegen B36 Tórshavn siegten. Der Abstand vergrößerte sich noch, da HB auch das nächste Spiel auswärts gegen ÍF Fuglafjørður mit 2:3 verlor. Am zehnten Spieltag folgte dann das Rückspiel zwischen HB und Skála, wobei sich HB im heimischen Stadion mit 3:0 durchsetzte. Der Vorsprung verringerte sich durch das 1:1-Unentschieden im Auswärtsspiel von Skála gegen ÍF und dem 6:0-Sieg von HB im Derby gegen B36 am nächsten Spieltag auf einen Punkt. Die nächsten beiden Spiele konnten sowohl Skála ÍF als auch HB Tórshavn jeweils gewinnen, so dass der letzte Spieltag die Entscheidung brachte. HB gewann zwar das Auswärtsspiel gegen VB Vágur mit 2:1, doch mit dem gleichen Ergebnis siegte auch Skála ÍF auswärts gegen B36 Tórshavn, so dass Skála als Meister feststand.

### Abstiegskampf
GÍ Gøta blieb in den ersten sieben Spielen torlos, lediglich beim 0:0-Unentschieden im Auswärtsspiel gegen den direkten Konkurrenten EB Eiði gelang ein Punktgewinn. Im Rückspiel gegen EB gelang beim 1:1 der zweite Punktgewinn, den Spieltag darauf beim 1:1 im Auswärtsspiel gegen VB Vágur der dritte und letzte. EB hingegen gelang beim 2:1 im Heimspiel gegen ÍF Fuglafjørður zumindest ein Sieg, was reichte, um sich von GÍ Gøta abzusetzen. Die Entscheidung um den Abstieg fiel dennoch erst am letzten Spieltag. EB Eiði gelang der Klassenerhalt aus eigener Kraft durch ein 0:0 im Heimspiel gegen KÍ Klaksvík, während GÍ durch die 0:3-Heimniederlage gegen ÍF Fuglafjørður alle Chancen verspielte.

## Abschlusstabelle
| Pl. | Verein          | Sp. | S  | U | N  | Tore    | Diff. | Punkte |
| --- | --------------- | --- | -- | - | -- | ------- | ----- | ------ |
| 1.  | Skála ÍF        | 14  | 11 | 1 | 2  | 038:120 | +26   | 23:50  |
| 2.  | HB Tórshavn (M) | 14  | 11 | 0 | 3  | 035:900 | +26   | 22:60  |
| 3.  | ÍF Fuglafjørður | 14  | 8  | 2 | 4  | 036:240 | +12   | 18:10  |
| 4.  | KÍ Klaksvík     | 14  | 7  | 2 | 5  | 032:170 | +15   | 16:12  |
| 5.  | B36 Tórshavn    | 14  | 6  | 0 | 8  | 017:220 | −5    | 12:16  |
| 6.  | VB Vágur (N)    | 14  | 5  | 2 | 7  | 010:280 | −18   | 12:16  |
| 7.  | EB Eiði         | 14  | 1  | 4 | 9  | 004:260 | −22   | 06:22  |
| 8.  | GÍ Gøta         | 14  | 0  | 3 | 11 | 006:400 | −34   | 03:25  |

| (N) | Aufsteiger   |
| (M) | Meister 1989 |

## Spiele und Ergebnisse
|                 | B36 | EB  | GÍ  | HB  | ÍF  | KÍ  | Skála | VB  |
| --------------- | --- | --- | --- | --- | --- | --- | ----- | --- |
| B36 Tórshavn    |     | 2:0 | 5:0 | 2:0 | 1:3 | 1:3 | 1:2   | 0:1 |
| EB Eiði         | 0:1 |     | 0:0 | 0:2 | 2:1 | 0:0 | 0:2   | 0:0 |
| GÍ Gøta         | 0:2 | 1:1 |     | 0:2 | 0:3 | 0:1 | 2:7   | 0:1 |
| HB Tórshavn     | 6:0 | 3:0 | 2:0 |     | 5:0 | 2:1 | 3:0   | 1:2 |
| ÍF Fuglafjørður | 3:1 | 7:0 | 3:0 | 3:2 |     | 4:3 | 1:1   | 6:0 |
| KÍ Klaksvík     | 2:0 | 3:0 | 5:2 | 0:1 | 2:2 |     | 1:2   | 9:0 |
| Skála ÍF        | 2:0 | 2:0 | 7:0 | 0:4 | 6:0 | 2:0 |       | 3:0 |
| VB Vágur        | 0:1 | 2:1 | 1:1 | 1:2 | 1:0 | 1:2 | 0:2   |     |

## Torschützenliste
Bei gleicher Anzahl von Treffern sind die Spielerinnen nach dem Nachnamen alphabetisch geordnet.
| Platz | Spieler                  | Mannschaft      | Tore |
| ----- | ------------------------ | --------------- | ---- |
| 1     | Malan Klakkstein         | KÍ Klaksvík     | 19   |
| 2     | Kristina Eyðbjørnsdóttir | ÍF Fuglafjørður | 13   |
| 3     | Helga Ellingsgaard       | HB Tórshavn     | 12   |
| 4     | Sóley Mikkelsen          | Skála ÍF        | 11   |
| 5     | Linda Zachariassen       | ÍF Fuglafjørður | 08   |
| 6     | Ingun Hansen             | Skála ÍF        | 07   |
| 7     | Jóhanna á Bergi          | B36 Tórshavn    | 06   |
| 7     | Barbara Jakobsen         | HB Tórshavn     | 06   |
| 7     | Eyðleyg Mikkelsen        | Skála ÍF        | 06   |
| 10    | Eyðvør úr Dímun          | HB Tórshavn     | 05   |
| 10    | Harriet M. Petersen      | ÍF Fuglafjørður | 05   |

## Die Meistermannschaft
Der Kader ist unvollständig, es sind nur die Torschützen bekannt.
| 1. | Skála ÍF |
|    | Borglis Fagradal \| Ingun Hansen \| Sólvá Hansen \| Tórhild Hansen \| Marjun Johansen \| Eyðleyg Mikkelsen \| Sóley Mikkelsen \| Katrin Petersen - Trainer: Hans Jákup Andreasen |

## Nationaler Pokal
Im Landespokal gewann HB Tórshavn mit 3:1 nach Verlängerung gegen Meister Skála ÍF.